# يونس عبد الرحمن الشقوري
يونس عبد الرحمن الشقوري هو مواطن مغربي تم اعتقاله إداريا قبل أن يتم الزج به في معسكرات الاعتقال في خليج غوانتانامو بكوبا. وكانت وزارة الدفاع الأمريكية قد أصدرت تقارير عدة حوله من بينها تاريخ ولادته (5 أبريل عام 1968)، كما أكدت نفس التقاير على أن يونس ولد في مدينة آسفي في المغرب.
أُعيد الشقوري إلى المغرب _على الرغم من سجل البلد السيء في مجال حقوق الإنسان_ إلا أن مسؤولين في وزارة الخارجية الأميركية أكدوا على الحصول على ضمانات دبلوماسية من السلطات المغربية حيث تعهدت هذه الأخيرة بأنها لن تقوم بسجنه عند عودته. في الواقع كان يونس عبد الرحمن محتجزا بدون تهمة لمدة ستة أشهر؛ وحسب التقارير التي حصلت عليها جريدة نيويورك تايمز؛ فإن تنظيم الدولة الإسلامية (داعش) وغيره من الأصوليين «المتطرفين» من المسلمين قد استنكروا هذا الإجراء وطالب بعضهم بضرورة تعويض يونس عن كل ما حصل له.

## التقارير الصحفية
في 12 تموز 2006 نشرت مجلة الأم جونز مقتطفات من مجموعة من النصوص التي تتعلق بمعتقلي غوانتانامو ومن بين النصوص المنشورة كان من يتحدث عن يونس وعن كيف تم الزج به في المعتقل وظروفه طوال فترة الاعتقال. في 2015 صدرت بعض التقارير من داخل السجن والتي أكدت على أن تمديد سجن بعض الأفراد المتبقين في غوانتانامو جاء عقب الهجمات التي نفذها متطرفون من داعش. بعد تحرير يونس وتمتيعه بحريته؛ صرَّح في وقت لاحق حيث ندَّد بأفعال بتنظيم داعش؛ وأوضح أن أفراد التنظيم كانوا يشنون هجمات على الغرب وذلك بسبب رؤيتهم المشوهة [يقصد الغرب] عن الإسلام.

## ارتباك في الاسم
كان اسم الشقوري غير متطابق في وثائق وزارة الدفاع:
- كان اسمه يونس عبد الرحمن الشقوري في القائمة الرسمية لجميع المعتقلين في سجن غوانتانامو التي صدرت في 15 مايو 2006.
- كان اسمه يونس الشقوري في إحدى الوثائق التي تحدثت عن المعتقلون المغاربة في غوانتانامو وقد سبب اسمه هذا ارتباكا مع شخص آخر يحمل اسم رضوان الشقوري.[3]
- كان اسمه أحمد عبد الله الوزان على قائمة نُشرت في 15 آب/أغسطس 2006.[4]
- كان اسمه يونس الشاقوري عندما مثل أمام المحكمة في طلب للالتماس.[5]